# George Reid

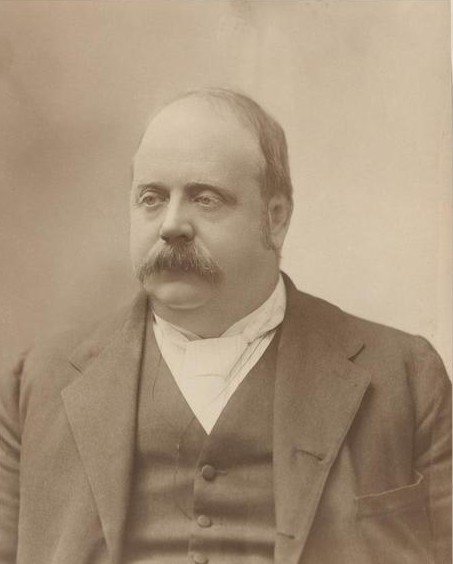
George Reid

Sir George Houstoun Reid, GCB, GCMG (* 25. Februar 1845 in Johnstone, Schottland; † 12. September 1918 in London, England) war ein australischer Politiker und der 4. Premierminister des Landes. Seine Amtszeit dauerte vom 18. August 1904 bis zum 5. Juli 1905. Er war in der Zeit vom 9. Mai 1901 bis zum 18. August 1904 sowie vom 7. Juli 1905 bis zum 16. November 1908 Oppositionsführer.

## Die Zeit, bevor er Premierminister wurde (bis August 1904)
George Reid wurde als jüngstes von sieben Kindern von John und Marian Reid geboren. Sein Vater war ein presbyterianischer Geistlicher. Im Jahre 1852, er war gerade 7 Jahre alt, wanderte seine Familie nach Melbourne, Victoria, aus. Dort ging er in der Melbourne Academy, dem späteren Scotch College auf die Schule.
Da sich die wirtschaftliche Situation der Familien nicht verbesserte, zogen seine Eltern 1858 mitsamt den jüngsten drei Geschwistern, darunter auch George, nach Sydney, New South Wales. Dort nahm er, nunmehr 13 Jahre alt, eine Arbeit als Büroangestellter an.
Mit 15 schloss er sich dem Debattierklub einer Hochschule an, in dem viele gesellschafts- und wirtschaftspolitische Fragen diskutiert wurden. Während dieser Zeit lernte er auch den späteren Premierminister Edmund Barton kennen, welchen er neben anderen für einen Beitritt in den Klub warb.
Im Alter von 19 Jahren wechselte er in eine Position bei der kolonialen Finanzverwaltung von New South Wales. Dort stieg er hernach schnell bis zum Zweigstellenleiter der Finanzbehörde auf. Ab Anfang der 1870er Jahre begann er sich beruflich in den Rechtswissenschaften zu qualifizieren. Bereits 1878 brachte er es zum Bürochef des Generalstaatsanwaltes. Bis zu diesem Zeitpunkt publizierte er auch drei Schriften, welche sich mit aktuellen politischen Fragen beschäftigten und viel Beachtung fanden. Am 19. September 1879 wurde er als Anwalt (barrister) bei hohen Gerichten zugelassen. Diese berufliche Position gestattete es ihm, binnen einen Jahres seine Stellung in der öffentlichen Verwaltung aufzugeben, um Kandidat für den Wahlkreis East Sydney zu werden.
Im November 1880 zog er schließlich mit einem Mandat in das Kolonialparlament von New South Wales ein. Abgesehen von einer kurzen Zeit in den Jahren 1884 und 1885 konnte er dieses Mandat bis zur Verwirklichung des Australischen Bundes im Jahre 1901 behaupten.
Am 5. November 1891 heiratete der nunmehr 46-jährige George Reid die 21-jährige Florence (Flora) Ann Brumby, mit der er insgesamt drei Kinder, Thelma (1893), Douglas (1895) und Clive (1899), hatte.
Kurz nach seiner Hochzeit wurde er noch im November zum Parteivorsitzenden der Free Trade Party (FT) und somit Oppositionsführer im Kolonialparlament von New South Wales. Bei den Wahlen im Juli des Jahres 1894 konnte seine Partei eine große Mehrheit erringen, benötigte dennoch die Unterstützung der Australian Labor Party (ALP), um die Regierung zu bilden. Für die nächsten fünf Jahre war er somit der Premier der Kolonie. Seinem Kabinett gehörte beispielsweise Joseph Cook an, welcher 1913 der 6. Premierminister Australiens wurde. Sein Amt musste er 1899 aufgeben, nachdem ihm die ALP die Unterstützung entzog.
Im Jahre 1897 wurde George Reid während eines Aufenthaltes in London in den Ritterstand erhoben.
George Reid befürwortete zwar den Zusammenschluss der australischen Kolonien zu einem Bund, dennoch schien seine Einstellung vorderhand widersprüchlich. Vor allem sah er die Interessen der Bundesstaaten im Vorrang vor denen des Bundes an sich. 1898, im Vorfeld einer Abstimmung in New South Wales über den Zusammenschluss und die künftige australische Verfassung, gab er auf einer Versammlung an, mit "Ja" stimmen zu wollen. Er machte aber gleichzeitig deutlich, warum man eigentlich gegen die Abstimmungsvorlage votieren sollte. Als das Referendum im Juni des Jahres tatsächlich scheiterte, sprach man von ihm als Yes-No Reid. In der Folge der gescheiterten Abstimmung konnte George Reid weitere Vorteile für die künftigen Bundesstaaten erwirken. Auch wurde nunmehr vereinbart, dass die künftige Hauptstadt auf dem Gebiet des damaligen New South Wales errichtet wird. Der angepasste Verfassungsentwurf wurde in der Folge im Juni 1899 bei einer erneuten Abstimmung vom Wahlvolk gebilligt.
George Reid erhielt bei den ersten Parlamentswahlen am 29. März 1901 im Wahlkreis East Sydney sein Mandat für das Repräsentantenhaus. Da die ALP unter Chris Watson sowie die Protectionist Party (PROT) unter Edmund Barton ihm und der Free Trade Party weiterhin kein politisches Vertrauen schenkten, konnte Edmund Barton die erste Regierung Australiens bilden. So wurde George Reid der erste Oppositionsführer. Diese Rolle war ihm aufgrund seines packenden wie humoristischen Debattierstils wie auf den Leib geschrieben.
Bei den Parlamentswahlen im Dezember 1903 konnte er den Stimmenanteil für seine Free Trade Party stabil halten, während die Protectionist Party, nunmehr unter Alfred Deakin, Stimmen an die ALP verlor. Die drei großen Parteien verfügten nunmehr jeweils über fast die gleiche Anzahl Sitze. Nachdem die Regierung Deakin sechs Wochen später über die Verabschiedung der Conciliation and Arbitration Bill stürzte, wurde Chris Watson mit der Regierungsbildung beauftragt, um George Reid als Premierminister zu verhindern. Als allerdings auch Chris Watson fünf Monate später über das gleiche Gesetzesvorhaben stolperte, war der Weg für George Reid als Regierungschef frei.

## Die Zeit als Premierminister (August 1904 bis Juli 1905)
George Reid bildete eine Regierung mit Teilen der Protectionist Party. Mit allerdings nur einer Stimme Mehrheit war sie von Anfang an als unsicher zu betrachten und so letztlich zum Scheitern verurteilt. Es war ihm bewusst, dass es nur eine Frage der Zeit war, bis die ALP und die Protectionist Party ihre Differenzen beseitigten. Er genoss daher seine Zeit im Amt. Immerhin konnte seine Regierung auch das Gesetz beschließen, an dessen Verabschiedung seine beiden Amtsvorgänger scheiterten. Am 5. Juli 1905 schließlich wurde George Reid aus dem Amt gewählt.

## Die Zeit, nachdem er Premierminister war (ab Juli 1905)
George Reid setzte seine parlamentarische Arbeit nunmehr wieder als Oppositionsführer fort. Seine Partei, die Free Trade Party, konnte bei den Wahlen im Dezember 1906 Stimmenzuwächse verbuchen, verfehlte dennoch eine eigene Mehrheit.
Im November 1908 gab er schließlich den Parteivorsitz der Free Trade Party auf, um einen Zusammenschluss der Partei mit der Protectionist Party zur Commonwealth Liberal Party unter Alfred Deakin zu ermöglichen. Dieser Zusammenschluss fand Anfang des folgenden Jahres statt.
Premierminister Alfred Deakin bat ihn, im Dezember 1909 als erster Hochkommissar Australiens nach London zu gehen. Diesem Ruf kam George Reid gerne nach. Am 24. Dezember 1909 gab er hierfür seinen Parlamentssitz auf. Zu seiner großen Enttäuschung verwehrte ihm Premierminister Andrew Fisher eine zweite Amtszeit als High Commissioner. Direkt im Anschluss an das Ausscheiden aus diesem Amt konnte George Reid am 10. Januar 1916 aber als parteiloser Abgeordneter in das englische House of Commons einziehen.
Er verstarb überraschend am 12. September 1918 im Alter von 73 Jahren in London.
Nach ihm benannt ist der Reid-Gletscher in der Antarktis.